# Velká Střítež
Velká Střítež je malá vesnice, část obce Horní Bradlo v okrese Chrudim. Nachází se asi 1,5 km na jihozápad od Horního Bradla. Velká Střítež je také název katastrálního území o rozloze 5,96 km².

## Historie
První písemná zmínka o vesnici pochází z roku 1542.

## Přírodní poměry
Východně a severovýchodně od vesnice leží dvě oddělené části přírodní rezervace Polom.

## Galerie

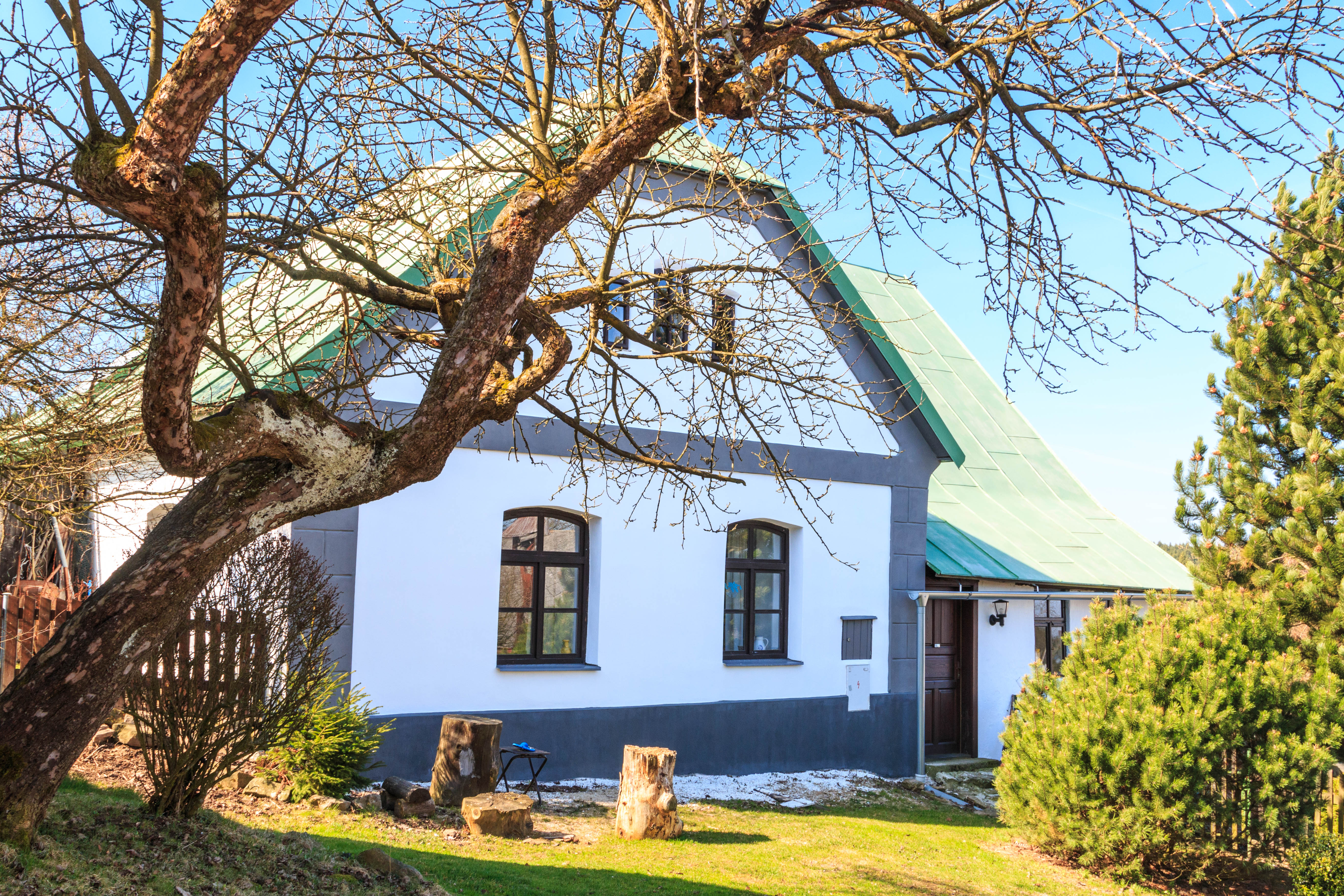
Dům č. 15
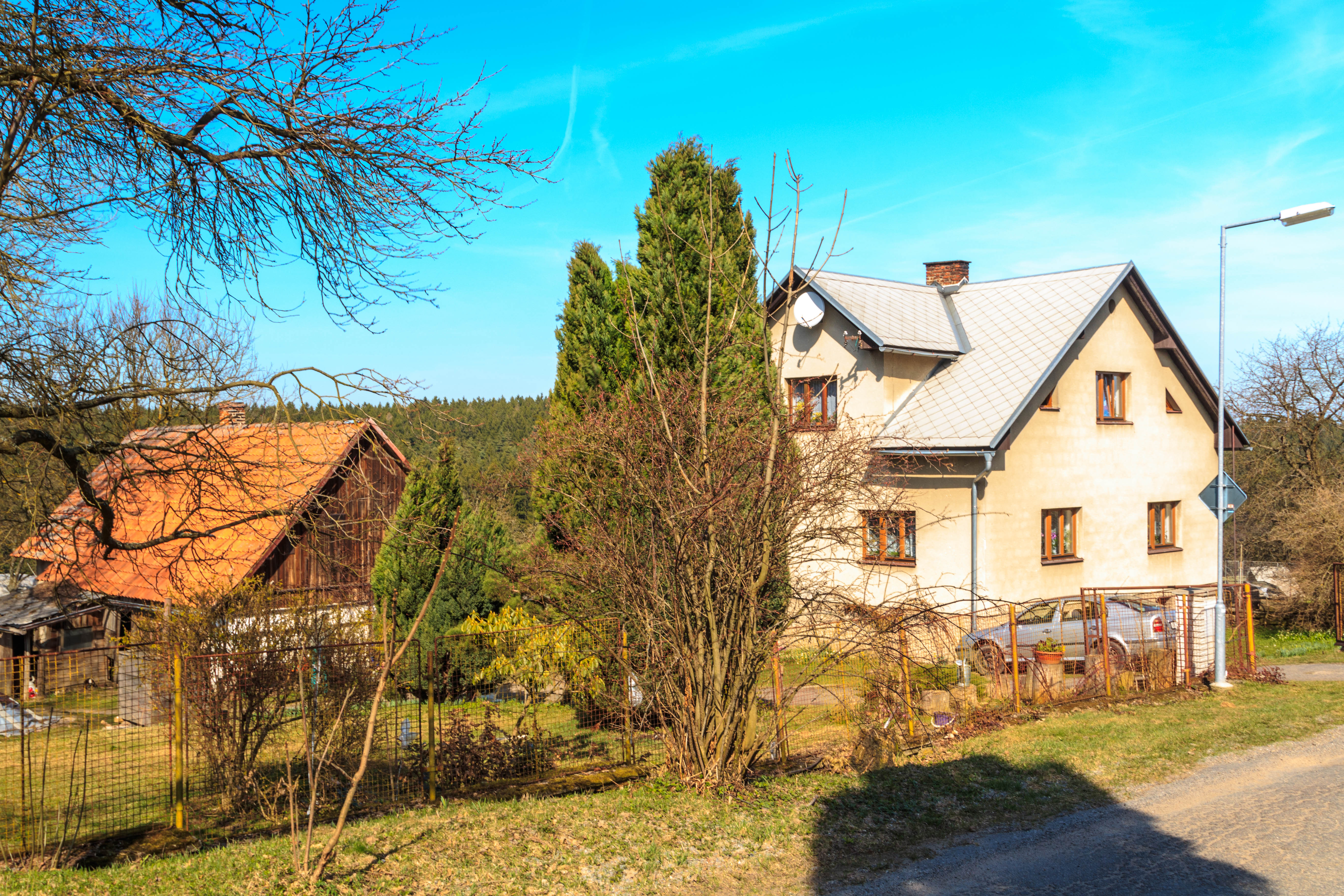
Dům čp. 1
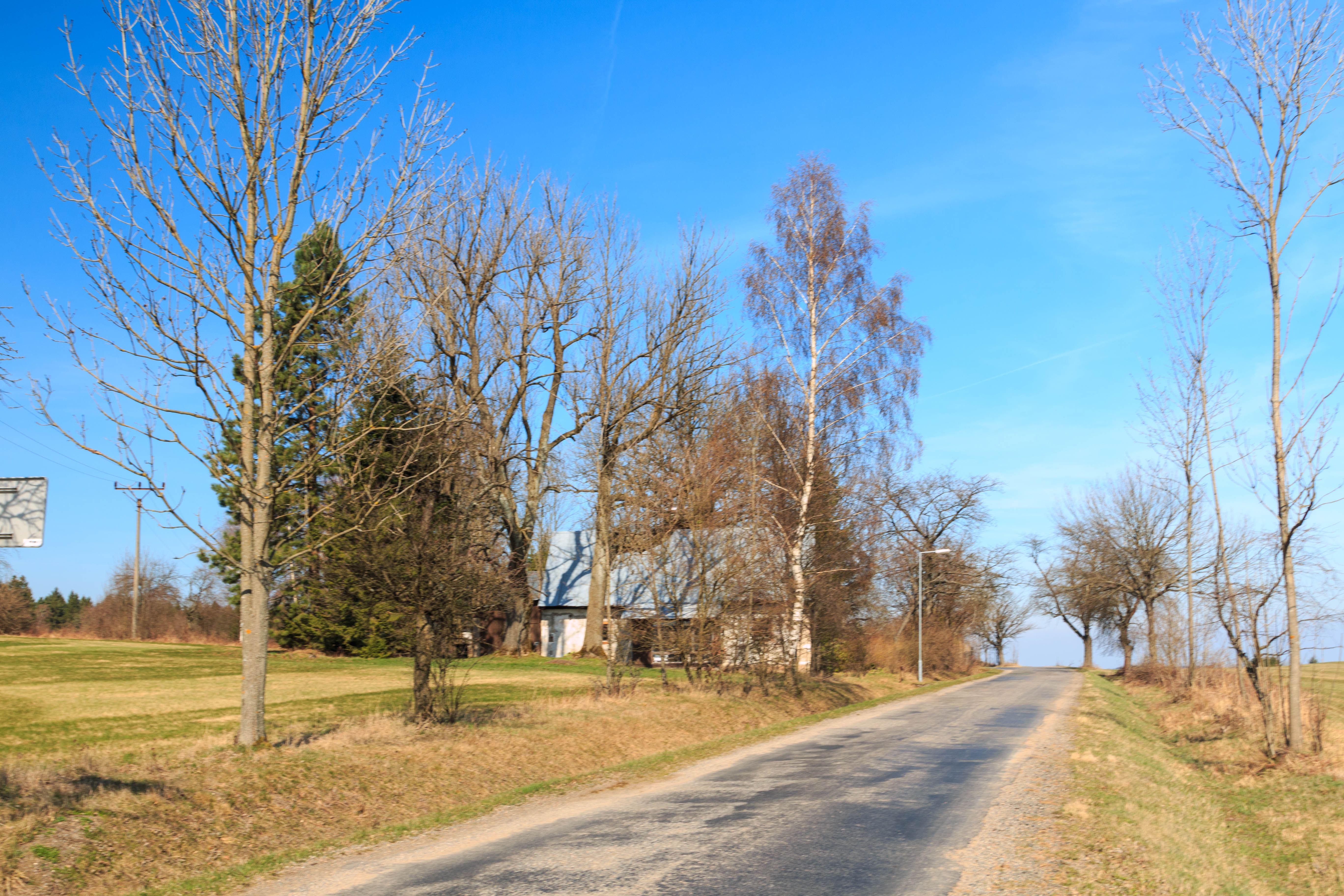
Dům čp. 19
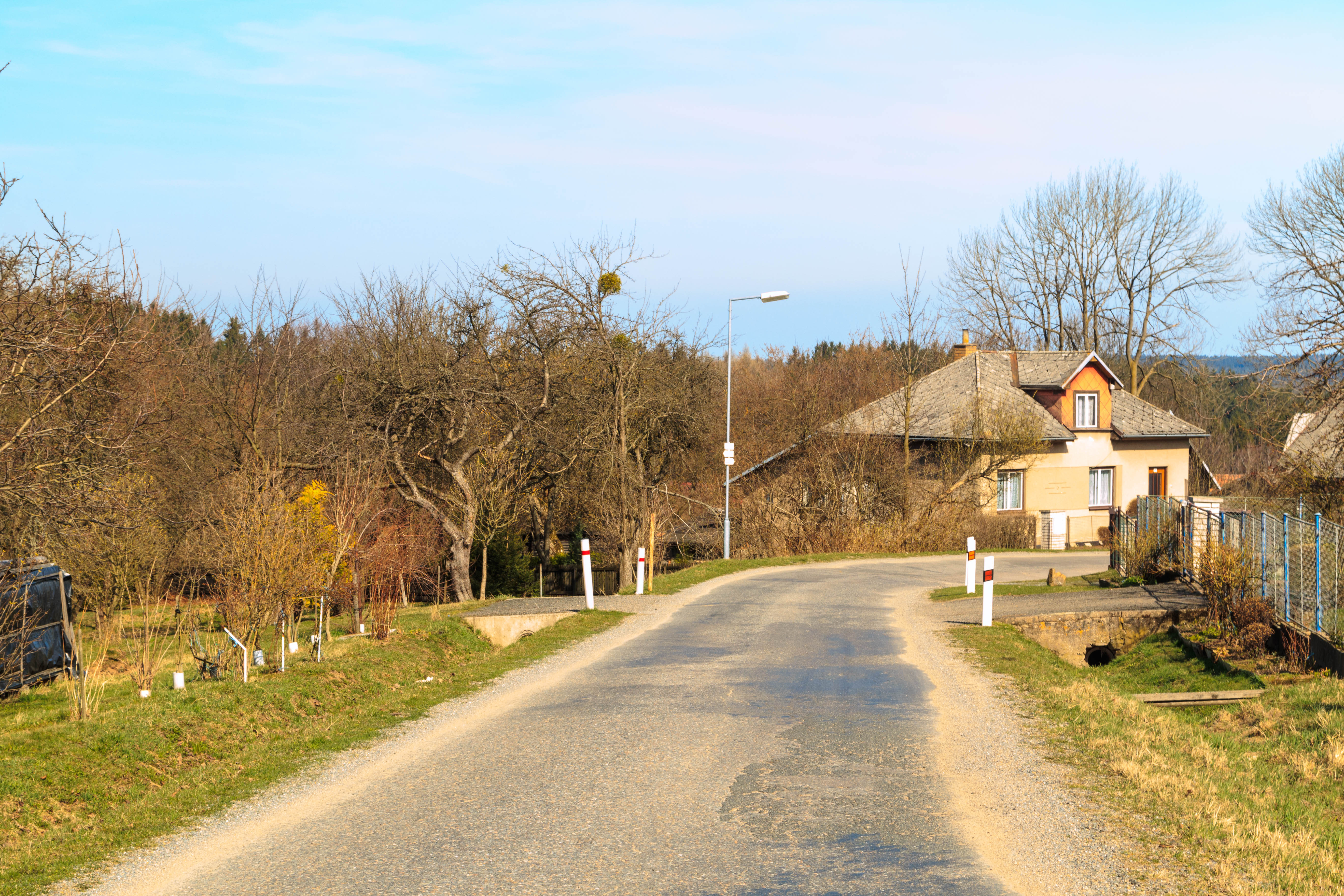
Dům čp. 3